# Cáncer de boca

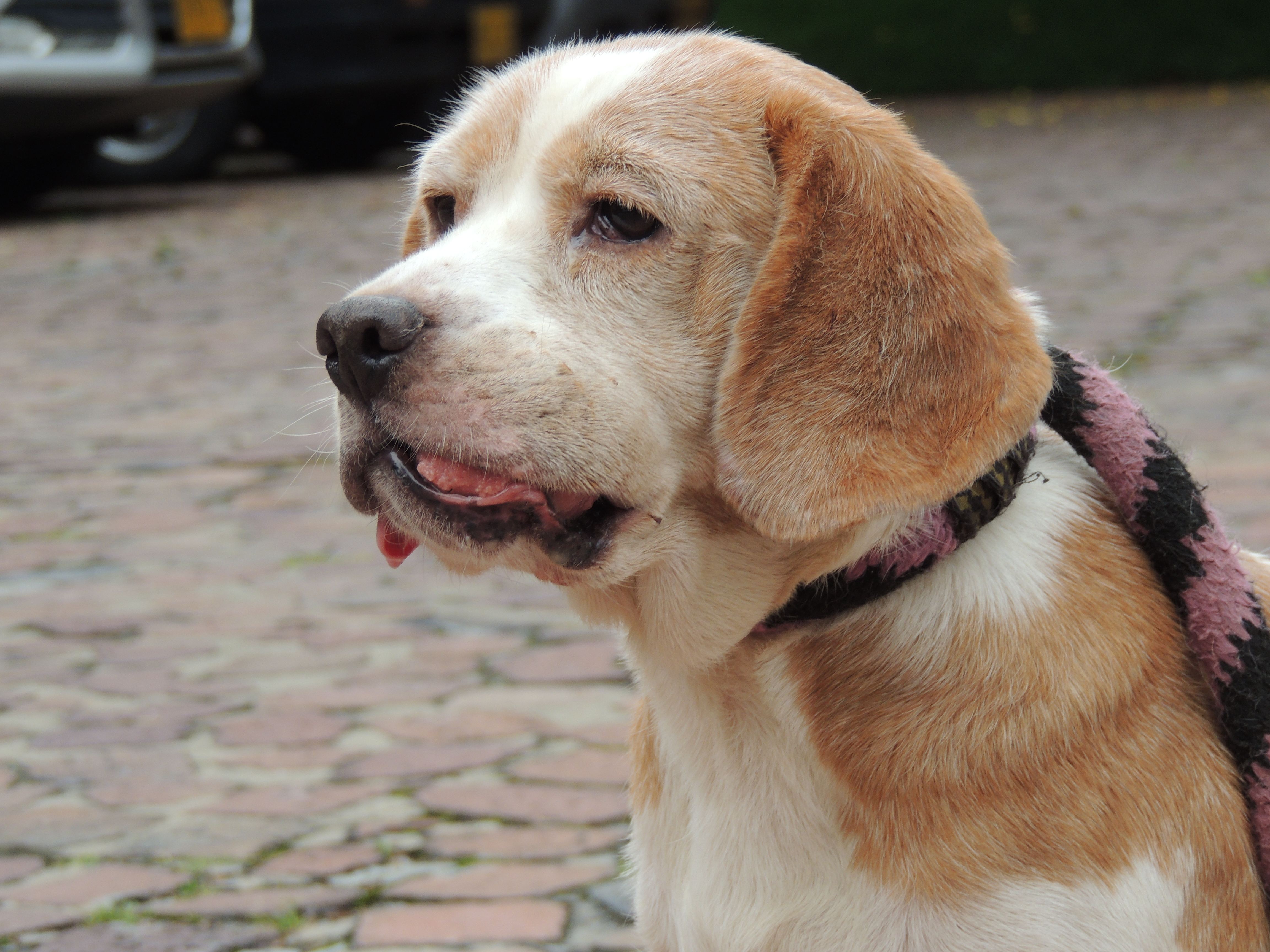
Aparición de un tumor maxilar en un beagle.

El cáncer de boca es un término general en medicina para cualquier crecimiento maligno localizado en la boca. Puede aparecer como una lesión primaria del mismo tejido de la cavidad oral, o por metástasis de un sitio de origen distante, o bien por extensión de estructuras anatómicas vecinas, tales como la cavidad nasal o el seno maxilar. El cáncer que aparece en la cavidad bucal puede tener diversas variedades histológicas: teratoma, adenocarcinoma derivado de una de las glándulas salivales, linfoma de las amígdalas o de algún otro tejido linfático o melanoma de células pigmentadas de la mucosa oral. La forma más común de cáncer en la boca es el carcinoma de células escamosas, originado en los tejidos que delimitan la boca y los labios.
El cáncer de boca por lo general está localizado en el tejido de los labios o de la lengua, aunque puede aparecer en el piso de la boca, el revestimiento de las mejillas, las encías o el paladar o techo de la boca. Bajo un microscopio, la mayoría de los cánceres que se desarrollan en la boca, tienen características similares y son llamadas conjuntamente como carcinoma de células escamosas. Son de naturaleza maligna y tienden a esparcirse con gran rapidez.

## Epidemiología
En 2008, solo en los Estados Unidos, más de 34.000 individuos fueron diagnosticados con cáncer de boca. Un 66% de los casos serán diagnosticados en los estados tres y cuatro de la enfermedad, es decir, en sus fases terminales. La baja concienciación pública sobre la enfermedad es un factor significativo. Sin embargo, son cánceres que pueden ser detectados en sus estadios tempranos por medio de simples procesos diagnósticos poco invasivos por un profesional de salud capacitado. 
En los Estados Unidos, el cáncer de boca ocupa el 8% de todos los crecimientos malignos. Los hombres en ese país son más propensos que las mujeres, en especial los hombres mayores de 50 años. Históricamente, los individuos de raza negra tienen una doble incidencia por encima de individuos de raza blanca y en un 75% de los casos son individuos que consumen grandes cantidades de alcohol y tabaco.

### Factores de riesgo
Muchos de los factores de riesgo que predisponen a que una persona desarrolle un cáncer en la boca han sido ya estudiados e identificados epidemiológicamente. 

#### Tabaquismo
Por razón de que todos los tipos de cáncer son enfermedades que alteran el ADN celular, son células cuyos oncogenes han sido activados por razón de una mutación en el ADN. Por ello, ciertos hábitos, como el tabaquismo —que está asociado a cerca del 75% de los cánceres de la boca— causa una irritación crónica de las membranas mucosas de la boca, tanto el humo como el calor emanado de un cigarrillo, cigarros y pipas. El tabaco es un polvo contaminador que contiene más de 19 carcinógenos conocidos, y la combustión de éstos y sus productos secundarios es el principal modo de acción. El masticar o inhalar tabaco causa irritación por contacto directo con las membranas mucosas.

#### Nutricional
En muchas de las culturas asiáticas se mastica betel —denominado Paan como estimulante, antiséptico y eliminar el aliento desagradable— y Areca —también usado como estimulante—, los cuales están fuertemente asociados al desarrollo de cáncer bucal. En la India, donde dichas prácticas son comunes, el cáncer oral representa un 40% de todos los tipos de cáncer, comparado con tan solo un 4% en el Reino Unido.

#### Alcoholismo
El consumo de licor es otra actividad que se acompaña de un alto riesgo de cáncer de boca. Existe un fuerte efecto sinérgico sobre el cáncer de boca cuando el individuo es un gran fumador y alcohólico. Su riesgo está aumentado incluso comparado con individuos que son solamente grandes fumadores o alcohólicos.

#### Cannabis
Estudios recientes sugieren que las personas que han consumido marihuana pueden estar en riesgo superior al promedio de desarrollar cáncer de cabeza y cuello.

#### Virus del papiloma humano
El VPH (virus del papiloma humano), en especial las cepas 16 y 18 —existen más de 100 variedades— es uno de los factores de riesgo y agentes causales independientes de cáncer de boca. Los VPH 16 y 18 son el mismo virus que causa la gran mayoría de cáncer cervical y es la forma de enfermedad de transmisión sexual más común en los Estados Unidos. El cáncer de boca en este grupo de pacientes tiende a favorecer las amígdalas, los pilares tonsilares, la base de la lengua y el orofaringe. Ciertos datos recientes sugieren que aquellos en quienes aparece un cáncer de boca de esta etiología en particular, tienen un mayor índice de supervivencia que el resto de los casos.

## Cuadro clínico
Algunas formas de cáncer en la boca comienzan como una leucoplasia, es decir, lesiones blanquecinas, o lesiones enrojecidas (eritroplaquia) que no se alivian y que han estado presentes por más de 14 días. Las lesiones o úlceras pueden aparecer:
- En la lengua, labio o cualquier otra área de la boca.
- Usualmente de pequeño tamaño.
- De color pálido aunque pueden ser oscuras o descoloradas.
- Inicialmente sin dolor.
- Con una sensación quemante o dolorosa en estados avanzados.

Otros síntomas que pueden verse asociados con esta enfermedad son:
- Problemas inusuales en la lengua.
- Dificultad para tragar.
- Dificultades al hablar.
- Dolor y parestesia, característicamente como signos tardíos.

## Diagnóstico
Un examen de la boca por parte de un profesional de la salud capacitado o un dentista le mostrará lesiones visibles y en algunos casos palpables en uno de los labios, la lengua y otras áreas en la boca. A medida que el tumor crece, puede volverse ulcerativo y comenzar a sangrar. Si el cáncer avanza sobre la lengua, el individuo puede experimentar dificultades del habla, en la masticación o al tragar.
El único método para determinar si una lesión es cancerosa, es por medio de una biopsia y la evaluación microscópica de las células extraídas de la lesión. 

## Tratamiento
El tratamiento específico para el cáncer oral será determinado por su médico basándose en: 
- La edad, su estado general de salud y su historia médica.
- Cómo de avanzada está la enfermedad.
- Su tolerancia a ciertos medicamentos, procedimientos o terapias.
- Sus expectativas para la trayectoria de la enfermedad.
- Su opinión o preferencia.

Usualmente se recomienda la escisión del tumor, si es de pequeño tamaño y si la cirugía tendrá un resultado funcional satisfactorio. La terapia con radiación suele emplearse junto con la cirugía, o como un tratamiento radical definitivo, especialmente si el tumor es inoperable.

Las nuevas clases de terapias propuestas, para tratar el cáncer de la boca, están dirigidas directamente a las células cancerosas, o bien tienen como objetivo estimular el propio sistema inmunológico del cuerpo.
Debido a la naturaleza vital de las estructuras de la cabeza y cuello, las operaciones de tumores de mayor tamaño pueden ser técnicamente exhaustivas. La cirugía de reconstrucción puede ser requerida para completar los resultados funcionales y cosméticos comprometidos por razón de una terapia invasiva. Por lo general incluyen trasplantes de hueso y de piel, de ordinario del antebrazo, para ayudar a reconstruir las estructuras extraídas durante la remoción del cáncer.
Los índices de supervivencia del cáncer oral dependen del sitio preciso y el estadio del cáncer para el momento del diagnóstico. Por lo general, la supervivencia se sitúa cerca de los 5 años cuando se consideran todos los estadios de diagnóstico iniciales. La supervivencia del estadio 1 se acerca al 90%, por lo que se amerita un énfasis en la detección temprana para mejorar los pronósticos de vida del paciente.

### Efectos secundarios
Los efectos secundarios del tratamiento del cáncer oral varían según el tipo de tratamiento y el área tratada. Los efectos secundarios pueden ser temporales o permanentes. A continuación se enumeran algunos de los efectos secundarios más comunes del tratamiento del cáncer oral: 
- Hinchazón causada por la cirugía.
- Dolor en la boca.
- Dificultad para masticar, tragar o hablar.
- Cambios en la apariencia temporales o permanentes.
- Pérdida de peso debido al dolor en la boca, que puede ocasionar dificultades para comer.
- Incapacidad de usar dentadura postiza por cierto período de tiempo.

Dependiendo del tipo de tratamiento, otros efectos secundarios pueden incluir los siguientes: 
·Fatiga. 
·Problemas dentales. 
·Sistema inmunológico deprimido. 
·Náuseas. 
·Vómitos. 
·Llagas en la boca. 
·Pérdida del apetito. 
·Rehabilitación después del cáncer oral:
La rehabilitación puede variar en cada individuo dependiendo del tipo de tratamiento del cáncer oral, de la localización y de que tan avanzado está el cáncer. La rehabilitación puede incluir lo siguiente: 
Asesoramiento dietético:
Muchos pacientes que se están recuperando de la cirugía de cáncer oral tienen dificultades para comer; por ello, frecuentemente se recomienda la ingestión de comidas pequeñas que consistan en alimentos blandos y húmedos. 
·Cirugía.
Algunos pacientes pueden beneficiarse de la cirugía reconstructiva o plástica para restablecer los huesos o tejidos de la boca con el fin de recuperar su apariencia normal. 
·Prótesis.
Si la cirugía reconstructiva o plástica no es una opción, los pacientes pueden usar prótesis dentales o de partes de la cara para restablecer su apariencia normal. Un entrenamiento especial podría ser necesario para aprender a usar la prótesis. 
·Terapia del lenguaje.
Si un paciente tiene dificultades para hablar después de un tratamiento de cáncer oral, la terapia del habla puede ayudarlo en el proceso de aprender a hablar de nuevo.

## Complicaciones
- Desfiguración postoperatoria de la cara, cabeza y/o cuello.
- Complicaciones de la terapia de radiación, incluyendo sequedad bucal y dificultad para tragar.
- Metástasis (diseminación del cáncer).